# جيمي ديفيس
جيمي ديفيس (بالإنجليزية: Jimmie Davis)‏ (و. 1899 – 2000 م) هو مغن مؤلف، وملحن، ومغن، ورائد أعمال، وكاتب غنائي من الولايات المتحدة الأمريكية . تولى منصب حاكم لويزيانا (9 مايو 1944–11 مايو 1948)، وحاكم لويزيانا (10 مايو 1960–12 مايو 1964) .
وهو عضو في الحزب الديمقراطي الأمريكي .
توفي في باتون روج، لويزيانا .

## التعليم
تعلم في جامعة ولاية لويزيانا.

## جوائز وترشيحات
حصل على جوائز منها:
جائزة قاعة مشاهير جرامي (سنة 1998)

## روابط خارجية
- جيمي ديفيس على موقع IMDb (الإنجليزية)
- جيمي ديفيس على موقع ميوزك برينز (الإنجليزية)
- جيمي ديفيس على موقع إن إن دي بي (الإنجليزية)
- جيمي ديفيس على موقع ديسكوغز (الإنجليزية)